# جان-ميشيل دوبويس
جان-ميشيل دوبويس هو مهندس وسياسي فرنسي، ولد في 27 أغسطس 1943 في Enghien-les-Bains ‏ في فرنسا. نشط حزبياً في التجمع الوطني. وقد انتخب عضو المجلس المحلي لإيل دو فرانس ‏ عن دائرة فال دواز وقد انضم خلال فترته النيابية ‏ (13 ديسمبر 2015 – ) للكتلة البرلمانية .